# John Klenner
John Klenner (* 24. Februar 1899 in Deutschland; † 13. August 1955 in New York City) war ein amerikanischer Komponist, Songwriter und Pianist.
Klenner, der eine Klavierausbildung hatte, schrieb sowohl klassische Kompositionen als auch Popsongs. 1932 trat er der ASCAP bei. Der gemeinsam mit Sam M. Lewis entstandene Song Just Friends hat sich zum Jazzstandard entwickelt. Auch seine Songs Down the River of Golden Dreams (1930), Round the Bend of the Road (1932) und On the Street of Regret (1942) wurden Hits. Zu dem Hit-Song Heartaches (1931) und der Strawinsky-Adaption Summer Moon (aus der Feuervogel-Suite) schrieb er den Text. Für Heartaches (1931, aufgenommen u. a. von The Marcels und von Patsy Cline) schrieb er den Text, während der Songwriter Al Hoffman (1902–1960) die Melodie beisteuerte. 1943 adaptierte er das englische Lied I'm Gonny Get Lit Up (When the light Go Up on Broadway) als Durchhaltelied für die US-Truppen.